# Indy Grand Prix of Sonoma de 2011
O Indy Grand Prix of Sonoma de 2011 foi a décima terceira corrida da temporada de 2011 da IndyCar Series. A corrida foi disputada no dia 28 de agosto no Infineon Raceway, localizado na cidade de Sonoma, Califórnia. O vencedor foi o australiano Will Power, da equipe Team Penske.

## Pilotos e Equipes
| Nº | Piloto                 | Equipe                       | Chassis | Motor | Pneu |
| -- | ---------------------- | ---------------------------- | ------- | ----- | ---- |
| 2  | Oriol Servià           | Newman/Haas Racing           | Dallara | Honda | F    |
| 3  | Hélio Castroneves      | Team Penske                  | Dallara | Honda | F    |
| 4  | J. R. Hildebrand (R)   | Panther Racing               | Dallara | Honda | F    |
| 5  | Takuma Sato            | KV Racing Technology - Lotus | Dallara | Honda | F    |
| 6  | Ryan Briscoe           | Team Penske                  | Dallara | Honda | F    |
| 06 | James Hinchcliffe (R)  | Newman/Haas Racing           | Dallara | Honda | F    |
| 7  | Danica Patrick         | Andretti Autosport           | Dallara | Honda | F    |
| 8  | Paul Tracy             | Dragon Racing                | Dallara | Honda | F    |
| 9  | Scott Dixon            | Chip Ganassi Racing          | Dallara | Honda | F    |
| 10 | Dario Franchitti       | Chip Ganassi Racing          | Dallara | Honda | F    |
| 12 | Will Power             | Team Penske                  | Dallara | Honda | F    |
| 14 | Vitor Meira            | A. J. Foyt Enterprises       | Dallara | Honda | F    |
| 17 | Martin Plowman (R)     | Sam Schmidt Motorsports      | Dallara | Honda | F    |
| 18 | James Jakes (R)        | Dale Coyne Racing            | Dallara | Honda | F    |
| 19 | Sebastien Bourdais     | Dale Coyne Racing            | Dallara | Honda | F    |
| 22 | Giorgio Pantano (R)    | Dreyer & Reinbold Racing     | Dallara | Honda | F    |
| 24 | Ana Beatriz (R)        | Dreyer & Reinbold Racing     | Dallara | Honda | F    |
| 26 | Marco Andretti         | Andretti Autosport           | Dallara | Honda | F    |
| 27 | Mike Conway            | Andretti Autosport           | Dallara | Honda | F    |
| 28 | Ryan Hunter-Reay       | Andretti Autosport           | Dallara | Honda | F    |
| 34 | Sebastian Saavedra (R) | Conquest Racing              | Dallara | Honda | F    |
| 38 | Graham Rahal           | Chip Ganassi Racing          | Dallara | Honda | F    |
| 59 | E. J. Viso             | KV Racing Technology - Lotus | Dallara | Honda | F    |
| 67 | Ed Carpenter           | Sarah Fisher Racing          | Dallara | Honda | F    |
| 77 | Alex Tagliani          | Sam Schmidt Motorsports      | Dallara | Honda | F    |
| 78 | Simon Pagenaud (R)     | HVM Racing                   | Dallara | Honda | F    |
| 82 | Tony Kanaan            | KV Racing Technology - Lotus | Dallara | Honda | F    |
| 83 | Charlie Kimball (R)    | Chip Ganassi Racing          | Dallara | Honda | F    |
| 88 | Ho-Pin Tung (R)        | Dragon Racing                | Dallara | Honda | F    |

- (R) - Rookie

## Resultados

### Treino classificatório
| Pos.      | Nº | Piloto                 | Equipe                       | Q1        | Q1        | Q2        | Q3        |
| Pos.      | Nº | Piloto                 | Equipe                       | Grupo 1   | Grupo 2   | Q2        | Q3        |
| --------- | -- | ---------------------- | ---------------------------- | --------- | --------- | --------- | --------- |
| 1         | 12 | Will Power             | Team Penske                  | 1:18.4476 |           | 1:18.2667 | 1:18.6017 |
| 2         | 3  | Hélio Castroneves      | Team Penske                  |           | 1:18.6761 | 1:18.0734 | 1:19.9016 |
| 3         | 6  | Ryan Briscoe           | Team Penske                  | 1:18.5977 |           | 1:18.6116 | 1:19.1112 |
| 4         | 10 | Dario Franchitti       | Chip Ganassi Racing          |           | 1:18.6578 | 1:18.7103 | 1:19.1464 |
| 5         | 9  | Scott Dixon            | Chip Ganassi Racing          | 1:18.6035 |           | 1:18.8222 | 1:19.3892 |
| 6         | 06 | James Hinchcliffe (R)  | Newman/Haas Racing           |           | 1:19.1138 | 1:18.9154 | 1:19.4546 |
| 7         | 27 | Mike Conway            | Andretti Autosport           | 1:19.1521 |           | 1:18.9388 |           |
| 8         | 19 | Sebastien Bourdais     | Dale Coyne Racing            | 1:18.7631 |           | 1:18.9717 |           |
| 9         | 59 | E. J. Viso             | KV Racing Technology - Lotus |           | 1:19.3086 | 1:19.7024 |           |
| 10        | 24 | Ana Beatriz (R)        | Dreyer & Reinbold Racing     | 1:18.9714 |           | 1:19.1100 |           |
| 11        | 22 | Giorgio Pantano (R)    | Dreyer & Reinbold Racing     |           | 1:19.3026 | 1:19.2408 |           |
| 12        | 77 | Alex Tagliani          | Sam Schmidt Motorsports      |           | 1:19.2666 | 1:19.8032 |           |
| 13        | 38 | Graham Rahal           | Chip Ganassi Racing          | 1:19.3311 |           |           |           |
| 14        | 26 | Marco Andretti         | Andretti Autosport           |           | 1:19.3717 |           |           |
| 15        | 17 | Martin Plowman (R)     | Sam Schmidt Motorsports      | 1:19.3792 |           |           |           |
| 16        | 5  | Takuma Sato            | KV Racing Technology - Lotus |           | 1:19.3836 |           |           |
| 17        | 18 | James Jakes (R)        | Dale Coyne Racing            | 1:19.4744 |           |           |           |
| 18        | 2  | Oriol Servià           | Newman/Haas Racing           |           | 1:19.3955 |           |           |
| 19        | 28 | Ryan Hunter-Reay       | Andretti Autosport           | 1:19.6402 |           |           |           |
| 20        | 4  | J. R. Hildebrand (R)   | Panther Racing               |           | 1:19.4654 |           |           |
| 21        | 82 | Tony Kanaan            | KV Racing Technology - Lotus | 1:19.7270 |           |           |           |
| 22        | 78 | Simon Pagenaud (R)     | HVM Racing                   |           | 1:19.5635 |           |           |
| 23        | 34 | Sebastian Saavedra (R) | Conquest Racing              | 1:19.7517 |           |           |           |
| 24        | 88 | Ho-Pin Tung (R)        | Dragon Racing                |           | 1:19.5894 |           |           |
| 25        | 7  | Danica Patrick         | Andretti Autosport           | 1:19.7854 |           |           |           |
| 26        | 83 | Charlie Kimball (R)    | Chip Ganassi Racing          |           | 1:19.8349 |           |           |
| 27        | 67 | Ed Carpenter           | Sarah Fisher Racing          | 1:20.6269 |           |           |           |
| 28        | 14 | Vitor Meira            | A. J. Foyt Enterprises       |           | 1:20.1209 |           |           |
| Relatório |    |                        |                              |           |           |           |           |

- (R) - Rookie

### Corrida
| Pos       | Nº | Piloto                 | Equipe                       | Voltas | Tempo          | Largada | Voltas na Liderança | Pontos |
| --------- | -- | ---------------------- | ---------------------------- | ------ | -------------- | ------- | ------------------- | ------ |
| 1         | 12 | Will Power             | Team Penske                  | 75     | 1:47:29.7619   | 1       | 53                  | 53     |
| 2         | 3  | Hélio Castroneves      | Team Penske                  | 75     | +3.2420        | 2       | 0                   | 40     |
| 3         | 6  | Ryan Briscoe           | Team Penske                  | 75     | +6.4494        | 3       | 4                   | 35     |
| 4         | 10 | Dario Franchitti       | Chip Ganassi Racing          | 75     | +7.6540        | 4       | 0                   | 32     |
| 5         | 9  | Scott Dixon            | Chip Ganassi Racing          | 75     | +14.4755       | 5       | 0                   | 30     |
| 6         | 19 | Sebastien Bourdais     | Dale Coyne Racing            | 75     | +17.1257       | 8       | 0                   | 28     |
| 7         | 06 | James Hinchcliffe (R)  | Newman/Haas Racing           | 75     | +17.2713       | 6       | 0                   | 26     |
| 8         | 38 | Graham Rahal           | Chip Ganassi Racing          | 75     | +17.7900       | 13      | 0                   | 24     |
| 9         | 59 | E. J. Viso             | KV Racing Technology - Lotus | 75     | +21.6276       | 9       | 0                   | 22     |
| 10        | 28 | Ryan Hunter-Reay       | Andretti Autosport           | 75     | +22.1731       | 19      | 0                   | 20     |
| 11        | 2  | Oriol Servià           | Newman/Haas Racing           | 75     | +22.9512       | 18      | 0                   | 19     |
| 12        | 17 | Martin Plowman (R)     | Sam Schmidt Motorsports      | 75     | +24.2602       | 15      | 0                   | 18     |
| 13        | 24 | Ana Beatriz (R)        | Dreyer & Reinbold Racing     | 75     | +29.7207       | 10      | 0                   | 17     |
| 14        | 34 | Sebastian Saavedra (R) | Conquest Racing              | 75     | +41.1146       | 23      | 0                   | 16     |
| 15        | 78 | Simon Pagenaud (R)     | HVM Racing                   | 75     | +41.7526       | 22      | 0                   | 15     |
| 16        | 27 | Mike Conway            | Andretti Autosport           | 75     | +1:14.2912     | 7       | 0                   | 14     |
| 17        | 22 | Giorgio Pantano (R)    | Dreyer & Reinbold Racing     | 75     | +1:14.2922[N1] | 11      | 0                   | 13     |
| 18        | 5  | Takuma Sato            | KV Racing Technology - Lotus | 74     | +1 volta       | 16      | 0                   | 12     |
| 19        | 18 | James Jakes (R)        | Dale Coyne Racing            | 74     | +1 volta       | 17      | 0                   | 12     |
| 20        | 77 | Alex Tagliani          | Sam Schmidt Motorsports      | 74     | +1 volta       | 12      | 0                   | 12     |
| 21        | 7  | Danica Patrick         | Andretti Autosport           | 74     | +1 volta       | 25      | 0                   | 12     |
| 22        | 14 | Vitor Meira            | A. J. Foyt Enterprises       | 74     | +1 volta       | 28      | 0                   | 12     |
| 23        | 4  | J. R. Hildebrand (R)   | Panther Racing               | 74     | +1 volta       | 20      | 0                   | 12     |
| 24        | 26 | Marco Andretti         | Andretti Autosport           | 74     | +1 volta       | 14      | 0                   | 12     |
| 25        | 67 | Ed Carpenter           | Sarah Fisher Racing          | 74     | +1 volta       | 27      | 0                   | 10     |
| 26        | 83 | Charlie Kimball (R)    | Chip Ganassi Racing          | 66     | +9 voltas      | 26      | 0                   | 10     |
| 27        | 88 | Ho-Pin Tung (R)        | Dragon Racing                | 63     | Contato        | 24      | 0                   | 10     |
| 28        | 82 | Tony Kanaan            | KV Racing Technology - Lotus | 38     | Mecânico       | 21      | 0                   | 10     |
| Relatório |    |                        |                              |        |                |         |                     |        |

- (R) - Rookie

- N1 ↑ Giorgio Pantano foi penalizado sendo movido para última posição entre aqueles que estavam na volta do líder, após ter bloqueado Sebastien Bourdais na última volta da corrida, originalmente Pantano tinha terminado na sexta posição.[6]

## Tabela do campeonato após a corrida
Observe que somente as dez primeiras posições estão incluídas na tabela.
| Pos | Var     | Piloto           | Pontos |
| --- | ------- | ---------------- | ------ |
| 1   | Estável | Dario Franchitti | 475    |
| 2   | Estável | Will Power       | 449    |
| 3   | Estável | Scott Dixon      | 400    |
| 4   | Estável | Oriol Servià     | 329    |
| 5   | Aumento | Ryan Briscoe     | 312    |

| Pos | Var     | Piloto            | Pontos |
| --- | ------- | ----------------- | ------ |
| 6   | Baixa   | Tony Kanaan       | 305    |
| 7   | Estável | Marco Andretti    | 282    |
| 8   | Estável | Ryan Hunter-Reay  | 281    |
| 9   | Aumento | Hélio Castroneves | 277    |
| 10  | Baixa   | Graham Rahal      | 238    |